# هیو اسکینر
هیو اسکینر (انگلیسی: Hugh Skinner؛ زادهٔ ۶ ژانویهٔ ۱۹۸۵) یک هنرپیشه و خواننده اهل بریتانیا است. وی از سال ۲۰۰۷ میلادی تاکنون مشغول فعالیت بوده‌است.
از فیلم‌ها یا برنامه‌های تلویزیونی که وی در آن نقش داشته‌است می‌توان به فلیبگ، بینوایان، پولدارک، همپستد، دعوت‌نامه و ماما میا! دوباره شروع کنیم اشاره کرد.

## زندگی
اسکینر در لندن و رویال تانبریج ولز بزرگ شد، او از سال ۱۹۹۸ تا ۲۰۰۳ در کالج ایست‌بورن تحصیل کرد. او به مدت یک سال در چهار سالگیش پرت (استرالیا) زندگی کرد.ا او از آکادمی موسیقی و هنرهای نمایشی لندن (LAMDA) در ۲۰۰۶ فارغ‌التحصیل شد. اسکینر آشکارا همجنسگرا است.